# Première femme de Chambre

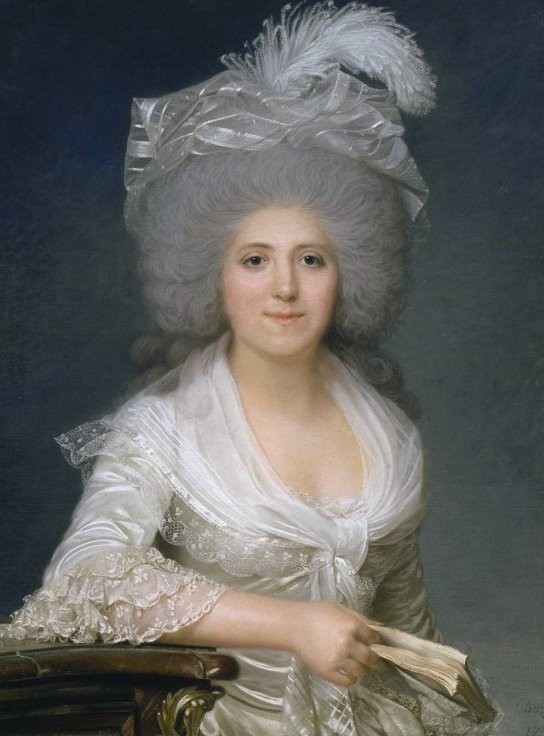
Henriette Campan, Première femme de chambre de Marie Antoinette d'Autriche.

La Première femme de chambre était un office de la Maison de la Reine à la cour de France.
La Première femme de chambre était chargée de la préparation des vêtements et des cosmétiques de la reine pour les cérémonies du lever et du coucher. Elle supervisait également l'ensemble des femmes de chambre. Le déroulement des cérémonies du lever et du coucher de la reine étaient à leur tour supervisés par la dame d'atours.
La Première femme de chambre était la seule parmi les dames de la reine, à l'exception de la Première dame d'honneur, à être en possession des clefs des appartements de la souveraine et à avoir un accès permanent à la reine. Cela lui donnait l’occasion de jouer les intermédiaires pour les demandes d’audiences et de messages et d’en faire un personnage puissant de la cour, où elle était souvent flattée et corrompue par les courtisans.

## Premières femmes de chambre

### Anne d'Autriche(1601-1666)
- 1615-1631 : Estefanía Romero de Villaquirán [2]
- 1616-1618 : Antoinette de Jorron, Demoiselle du Boucquet [3]
- 1618-1636 : Genevieve Robert, Dame du Bellier [3]
- 1636-1646 : Marie Chesneau, Dame de Filandre [3]
- 1646-1666 : Catherine Bellier [3]
- 1643-1666 : Françoise de Motteville

### Marie-Thérèse d'Autriche(1638-1683)
- 1660-1673 : Maria Molina

### Marie Leczinska(1703-1768)
- 1765-1768 : Julie Louise Bibault de Misery

### Marie-Antoinette d'Autriche(1755-1793)
Service dédoublé et organisé par quartiers entre les premières femmes de chambre et leurs survivancières :
- 1770-1788 : Julie Louise Bibault de Misery, survivancière à partir de 1775 : Henriette Campan, qui prend la suite au départ de madame de Misery jusque 1792
- 1770-1786 : mademoiselle Perrin, survivancière jusque 1776 : madame Thierry (épouse de Thierry de Ville-d'Avray) ; après 1776, madame Thibault, qui prend la suite au départ de mademoiselle Perrin, avec pour survivancière madame de Jarjayes (épouse du général royaliste François Augustin Regnier de Jarjayes)[4].